# نبيذ شيري

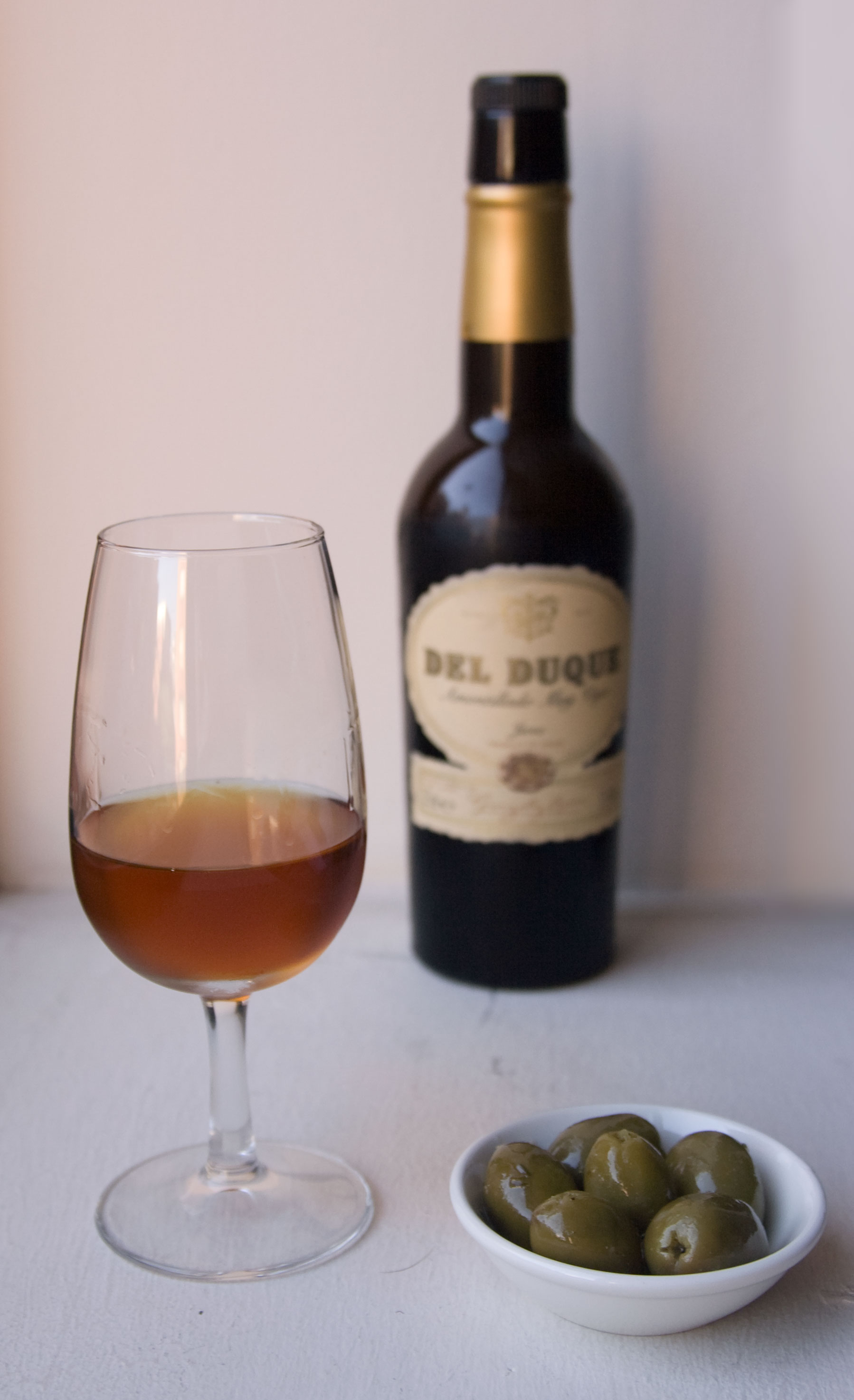
كأس من شيري امونتيلادو مع الزيتون

شيري (الإسبانية: Jerez [xeˈɾeθ]) هو نبيذ مدعم مصنوع من العنب الأبيض الذي يزرع بالقرب من مدينة خيريز دي لا فرونتيرا في الأندلس بإسبانيا. الشيري هو مشروب يتم إنتاجه في مجموعة متنوعة من الأساليب المصنوعة في المقام الأول من عنب بالومينو وتتراوح من الإصدارات الخفيفة المشابهة لنبيذ المائدة الأبيض، مثل مانزانيلا وفينو إلى الإصدارات الداكنة والأثقل التي يُسمح لها بالتأكسد مع تقدمها في السن في البراميل، مثل أمونتيلادو وأولوروسو. كما يتم أيضًا تصنيع نبيذ الحلوى الحلوة من عنب بيدرو زيمينيز أو موسكاتيل ويتم مزجه أحيانًا مع أنواع شيري ذات أساس بالومينو.
تحت الاسم الرسمي خيريز زيريس شيري وهي إحدى مناطق النبيذ في إسبانيا، وهي دومنينيشن أوريجانوس بروتيجيدا (إعلان المبادئ). كلمة شيري هي الانجليزة لكلمة Xérès (خيريز). وكان يُعرف الشيري سابقًا باسم الساك من الكلمة الإسبانية saca والتي تعني "الاستخراج" من سوليرا. ففي أوروبا يتمتع "الشيري" بوضع تسمية منشأ محمية وبموجب القانون الإسباني يجب أن يأتي كل النبيذ الذي يحمل علامة "شيري" بشكل قانوني من مثلث الشيري وهي منطقة في مقاطعة قادس بين خيريز دي لا فرونتيرا وسانلوكار دي باراميدا وإل بويرتو دي سانتا ماريا. وفي عام 1933 ديمنوميشن دي أورجن أوريجان كانت أول طائفة إسبانية يتم الاعتراف بها رسميًا بهذه الطريقة، وتم تسميتها رسميًا باسم دي أوه خيريز-زيريس-شيري وتشارك في نفس المجلس الإداري مثل دي أوه مانزانيلا سانلوكار دي باراميدا.
بعد اكتمال التخمير يتم تحصين النبيذ الأساسي بروح العنب لزيادة محتواه النهائي من الكحول. كما يتم تحصين النبيذ المصنف على أنه مناسب للعتيق مثل فينو ومنزانيلا حتى يصل إلى محتوى كحول إجمالي بنسبة 15.5 بالمائة من حيث الحجم. ومع تقدمها في السن داخل البراميل تتطور عليها طبقة من الفلورة - وهي نمو يشبه الخميرة يساعد على حماية النبيذ من الأكسدة المفرطة. حيث يتم تصنيف تلك الخمور التي تخضع للشيخوخة على أنها أولوروسو بحيث تصل إلى محتوى كحول لا يقل عن 17 في المائة. يعرف إنها لا تتطور إلى اللون الأصفر وبالتالي تتأكسد قليلاً مع تقدمها في العمر مما يمنحها لونًا أغمق. ونظرًا لأن التحصين يحدث بعد التخمير فإن معظم أنواع الشيري تكون جافة في البداية مع إضافة أي حلاوة في وقت لاحق. وعلى الرغم من الاعتقاد الخاطئ الشائع بأن الشيري مشروب حلو إلا أن معظم الأنواع جافة. وعلى النقيض من ذلك يتم تحصين نبيذ بورتو في منتصف عملية التخمير، مما يوقف العملية بحيث لا يتحول كل السكر إلى كحول.
يتم تعتيق النبيذ من سنوات مختلفة وخلطه باستخدام نظام السوليرا قبل التعبئة بحيث لا تحمل زجاجات الشيري عادةً سنة إنتاج محددة ويمكن أن تحتوي على نسبة صغيرة من النبيذ القديم جدًا. كما يعتبر بعض كتاب النبيذ أن الشيري "غير مقدر" و"كنز نبيذ مهمل"

## التاريخ

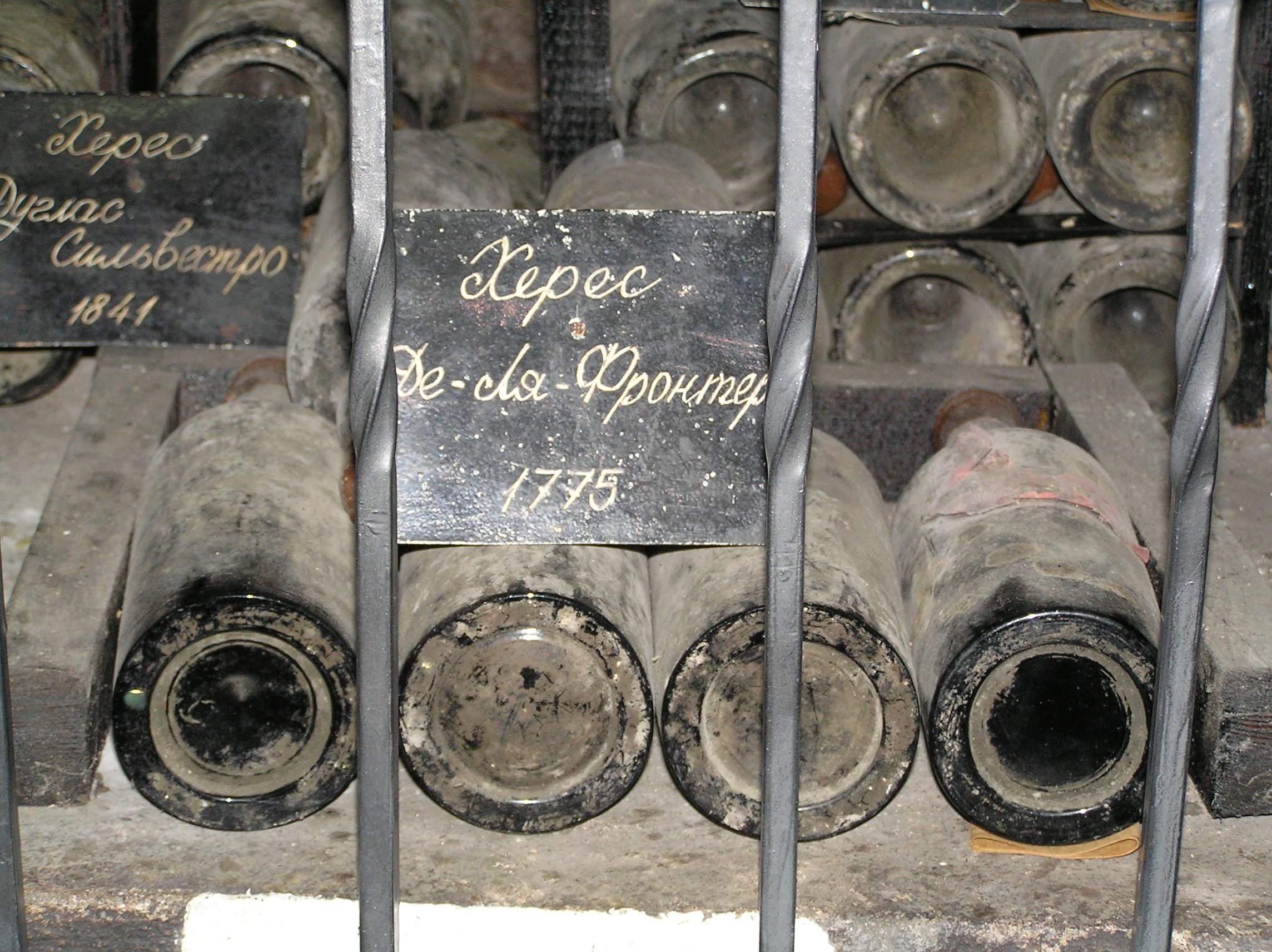
شيري 1775 – أقدم نبيذ في مجموعة مصانع النبيذ ماساندرا شبه جزيرة القرم

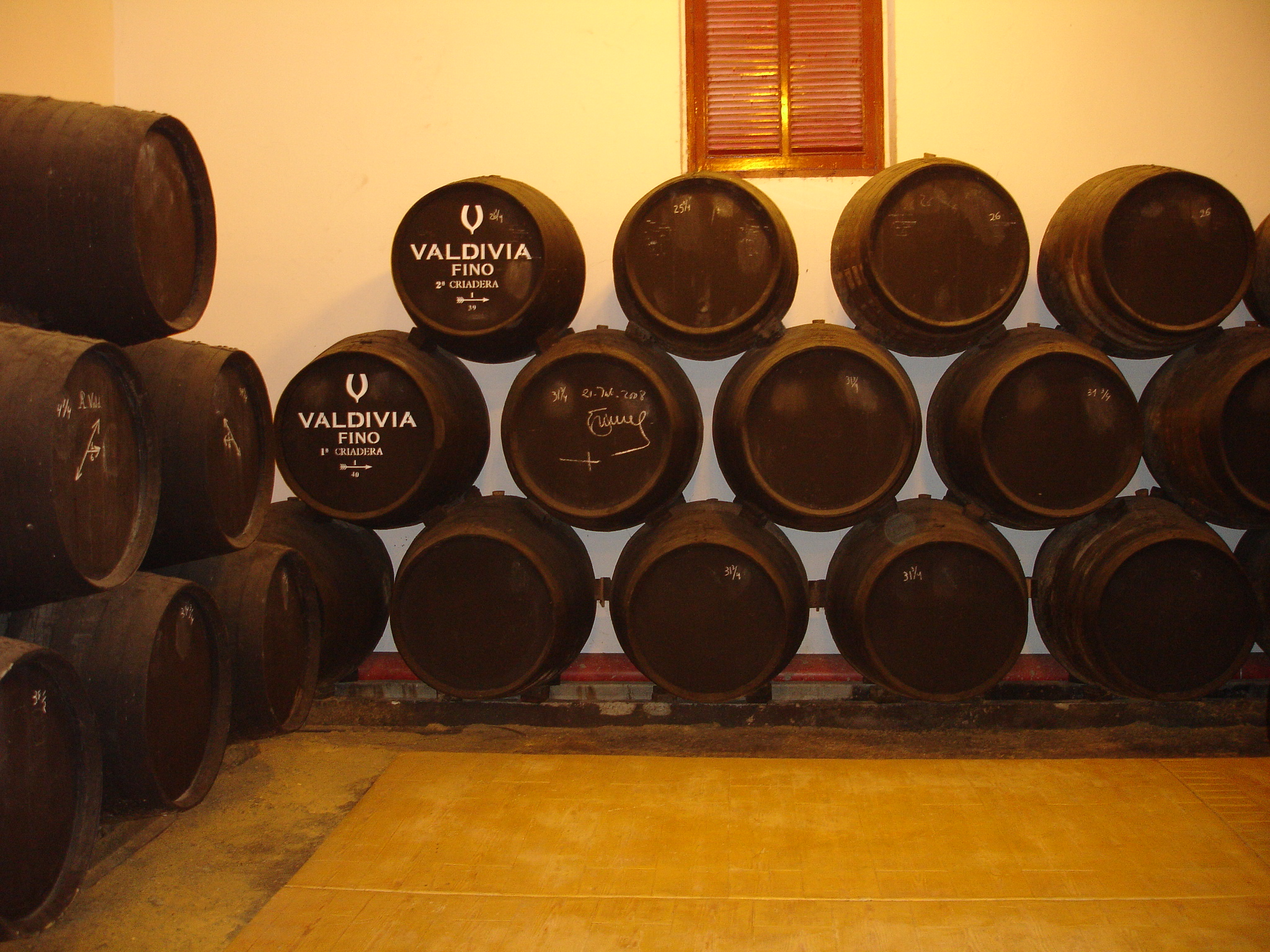
ثلاث مستويات من شيري سوليرا

كانت مدينة خيريز مركزًا لزراعة الكروم منذ أن أدخل الفينيقيون صناعة النبيذ إلى إسبانيا في عام 1100 قبل الميلاد. وقد استمرت هذه الممارسة من قبل الرومان عندما سيطروا على شبه الجزيرة الأيبيرية حوالي عام 200 قبل الميلاد. وغزا الموريون المنطقة في عام 711 م وأدخلوا التقطير مما أدى إلى تطوير البراندي والنبيذ المدعم.
خلال الفترة المغاربية كانت المدينة تسمى شريش (وهي ترجمه لكلمة شريش العربية) والتي اشتُق منها كل من الشيري وجيريز. وكانت صناعة النبيذ المشابهة للشيري تتم تقليديًا في مدينة شيراز في منتصف جنوب إيران ولكن من غير المرجح أن يكون الاسم مشتقًا من هناك. كما استمر إنتاج النبيذ طيلة خمسة قرون من الحكم الإسلامي. وفي عام 966 أمر الحكم الثاني ثاني خليفة لقرطبة بتدمير مزارع الكروم لكن سكان خيريز استأنفوا القرار على أساس أن مزارع الكروم تنتج أيضًا زبيبًا لإطعام جنود الإمبراطورية وأبقى الخليفة على ثلثي مزارع الكروم.
في عام 1264 استولى ألفونسو العاشر ملك قشتالة على المدينة. ومنذ هذه النقطة زاد إنتاج الشيري وتصديره إلى جميع أنحاء أوروبا بشكل كبير. وبحلول نهاية القرن السادس عشر اكتسب الشيري شهرة كبيرة في أوروبا باعتباره أفضل نبيذ في العالم.
أحضر كريستوفر كولومبوس الشيري في رحلته إلى العالم الجديد وعندما استعد فرديناند ماجلان للإبحار حول العالم في عام 1519 أنفق على الشيري أكثر مما أنفق على الأسلحة.
أصبح الشيري شائعًا جدًا في بريطانيا العظمى وخاصة بعد أن نهب فرانسيس دريك قادس في عام 1587. وفي ذلك الوقت كانت قادس واحدة من أهم الموانئ البحرية الإسبانية، وكانت إسبانيا تستعد لإرسال أسطول بحري إليها لغزو إنجلترا. ومن بين الغنائم التي أعادها دريك بعد تدمير الأسطول كانت 2900 برميل من الشيري كانت تنتظر تحميلها على متن السفن الإسبانية. وقد ساعد هذا في نشر الشيري في الجزر البريطانية.
وبما أن الشيري كان من أهم صادرات النبيذ إلى المملكة المتحدة فقد تطورت العديد من الشركات والأساليب الإنجليزية. تم تأسيس العديد من أقبية خيريز على يد عائلات بريطانية.
في عام 1894 تعرضت منطقة خيريز للدمار بسبب حشرة الفيلوكسرا. في حين تم إعادة زراعة مزارع الكروم الأكبر حجمًا بكروم مقاومة لم يتمكن معظم المنتجين الأصغر حجمًا من مكافحة الإصابة وتخلوا عن مزارع الكروم الخاصة بهم تمامًا.

## أنواعه
- فينو ('الدقيق' بالإسبانية) هو الأكثر جفافًا وبهتًا من بين أصناف الشيري التقليدية. ويتم تخزين النبيذ في براميل تحت غطاء من الخميرة لمنع ملامسة الهواء.
- مانزانيلا هو نوع خفيف بشكل خاص من شيري فينو يتم تصنيعه حول ميناء سانلوكار دي باراميدا.
- مانزانيلا باسادا هي مانزانيلا خضعت لشيخوخة طويلة أو تم أكسدتها جزئيًا مما أعطاها نكهة أكثر ثراءً وجوزية.
- الأمونتيلادو هو نوع من الشيري الذي يتم تعتيقه أولاً تحت الزهور ثم يتعرض للأكسجين، مما ينتج شيري أغمق من الفينو ولكنه أفتح من الأولوروسو. إنها جافة بشكل طبيعي وتُباع أحيانًا محلاة بشكل خفيف إلى متوسط (على الرغم من أنها قد لا تُسمى بعد الآن باسم أمونتيلادو).[15]
- بالو كورتادو هو نوع من الشيري الذي يتقادم في البداية مثل الأمونتيلادو عادة لمدة ثلاث أو أربع سنوات ولكن بعد ذلك يتطور إلى شخصية أقرب إلى أولوروسو. يحدث هذا إما عن طريق الصدفة عندما تموت الزهرة أو عادة يتم قتل الزهرة عن طريق التحصين أو الترشيح.
- أولوروسو ('معطر' بالإسبانية) هو نوع من الشيري الذي يتقادم بشكل أكسدي لفترة أطول من فينو أو أمونتيلادو مما ينتج عنه نبيذ أغمق وأكثر ثراءً. مع مستويات كحول تتراوح بين 18 و 20٪، فإن أولوروسوس هي أكثر أنواع الشيري التي تحتوي على نسبة كحول.[16] مثل الأمونتيلادو المجفف بشكل طبيعي يتم بيعها غالبًا أيضًا في إصدارات محلاة تسمى شيري كريم (تم تصنيعها لأول مرة في ستينيات القرن التاسع عشر عن طريق مزج أنواع مختلفة من الشيري بما في ذلك عادةً أولوروسو وبيدرو زيمينيز).
- يتم تصنيع جيريز دولسي (الشيري الحلو) إما عن طريق تخمير العنب المجفف بيدرو زيمينيز (بيه أكس) أو موسكاتيل والذي ينتج نبيذًا بنيًا داكنًا أو أسودًا شديد الحلاوة أو عن طريق مزج أنواع النبيذ الأكثر حلاوة أو عصير العنب مع مجموعة متنوعة أكثر جفافًا.

في 12 أبريل 2012 تم تغيير القواعد المطبقة على طوائف أوريجين مونتيلا موريليس وجيريز زيريس شيري الحلوة والمدعمة لحظر مصطلحات مثل "أولوروسو الغني" و"أولوروسو الحلو" و"أولوروسو دولسي". حيث يجب أن يتم تصنيف هذا النبيذ على أنه "شيري كريمي: مزيج من أولوروسو / أمونتيلادو" أو ما شابه ذلك.

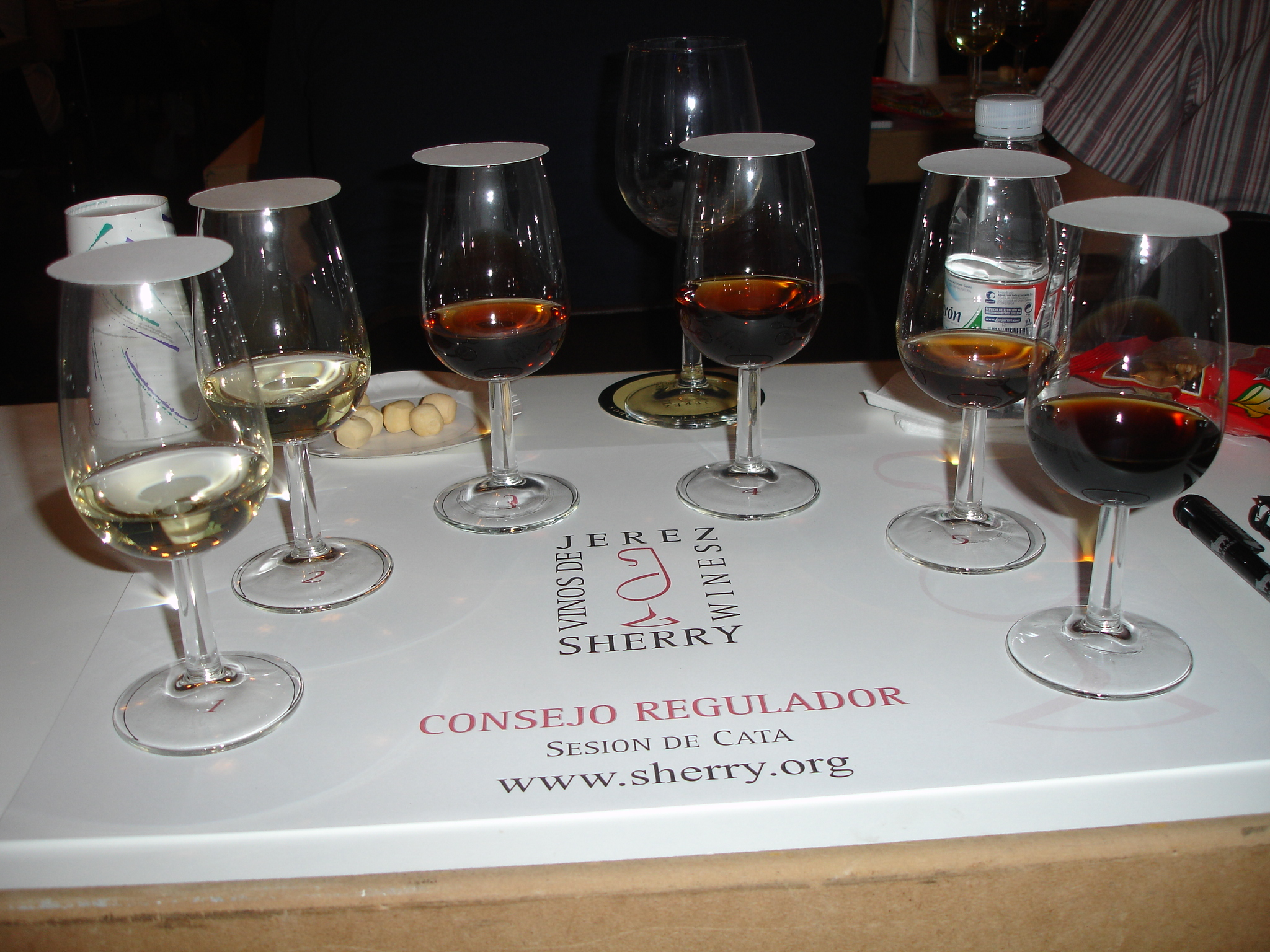
تذوق الشيري

التصنيف حسب الحلاوة هو:
| نوع النبيذ المدعم | الكحول % نسبة الكحول | محتوى السكر (جرام لكل لتر) |
| ----------------- | -------------------- | -------------------------- |
| فينو              | 15–17                | 0-5                        |
| مانزانيلا         | 15–17                | 0-5                        |
| أمونتيلادو        | 16–17                | 0-5                        |
| بالو كورتادو      | 17-22                | 0-5                        |
| أولوروسو          | 17-22                | 0-5                        |
| جاف               | 15–22                | 5–45                       |
| كريم شاحب         | 15.5–22              | 45-115                     |
| واسطة             | 15–22                | 5-115                      |
| كريم              | 15.5–22              | 115–140                    |
| دلسي / حلو        | 15–22                | 160+                       |
| مسقط              | 15–22                | 160+                       |
| بيدرو زيمينيز     | 15–22                | 212+                       |

## حماية الشيري

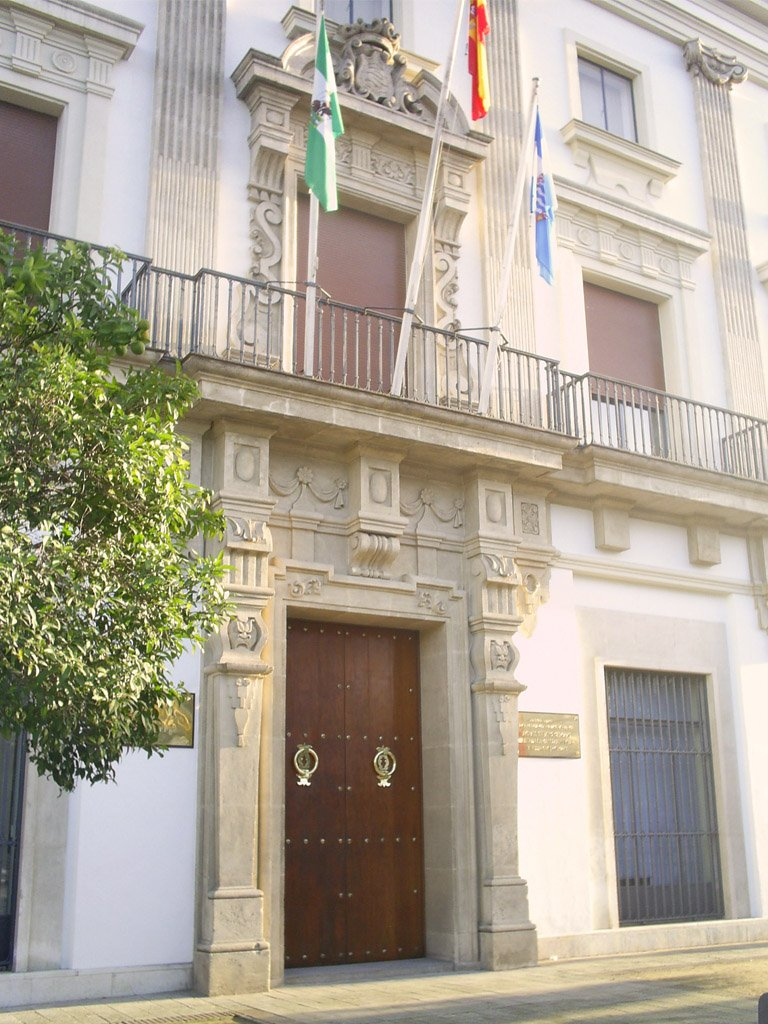
مجلس تنظيم النبيذ في خيريز

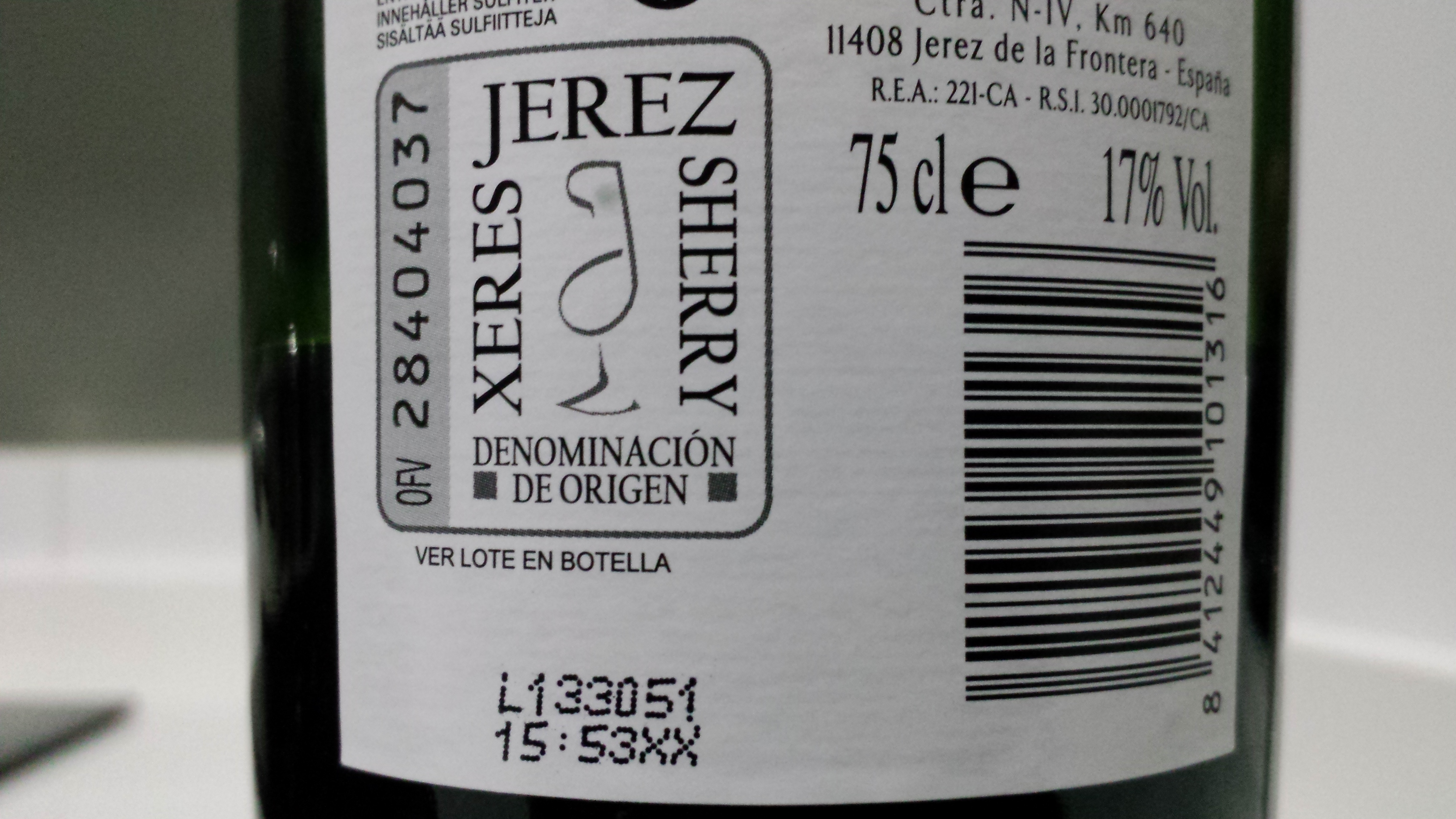
دي أوه شيري

وقد قام المنتجون الإسبان بتسجيل الأسماء الثلاثة خيريز / زيريس / شيري وبالتالي قد يقومون بمقاضاة منتجي النبيذ المدعم المماثل من أماكن أخرى باستخدام أي من نفس الأسماء. وفي عام 1933 حددت المادة 34 من قانون النبيذ الإسباني حدود إنتاج الشيري باعتباره أول تسمية للنبيذ الإسباني. واليوم يتم الاعتراف بالوضع الرسمي للشيري من خلال تشريعات الاتحاد الأوروبي الأوسع نطاقًا والتي بموجبها يجب أن يأتي "الشيري" المباع داخل الاتحاد الأوروبي من المنطقة المثلثة لمقاطعة قادس بين خيريز دي لا فرونتيرا وسانلوكار دي باراميدا وإل بويرتو دي سانتا ماريا. ومع ذلك يتم استخدام اسم "شيري" كنوع شبه عام في الولايات المتحدة حيث يجب أن يتم تمييزه بمنطقة المنشأ مثل شيري أمريكي أو شيري كاليفورنيا. ومع ذلك لا يجوز تصدير مثل هذه الخمور إلى الاتحاد الأوروبي.
يستخدم كل من صانعي النبيذ الكنديين والأستراليين الآن مصطلح ابيرا بدلاً من شيري بينما لا يزال المستهلكون يستخدمون مصطلح شيري.

## الإنتاج

### المناخ
تتمتع منطقة خيريز بمناخ يمكن التنبؤ به حيث يبلغ هطول الأمطار حوالي 70 يومًا وحوالي 300 يوم مشمس في السنة. وتهطل الأمطار في الغالب بين شهري أكتوبر ومايو بمتوسط 600 مـم (24 بوصة). الصيف جاف وحار مع درجات حرارة تصل إلى 40 °م (104 °ف) ولكن الرياح القادمة من المحيط تجلب الرطوبة إلى مزارع الكروم في الصباح الباكر كما تحتفظ التربة الطينية بالمياه تحت السطح. ومتوسط درجة الحرارة على مدار العام هو حوالي 18 °م (64 °ف).

### التربة
توجد ثلاثة أنواع من التربة في منطقة خيريز لزراعة العنب من أجل الشيري:
- الباريزا: وهي التربة الأخف تكون بيضاء تقريبا وهي الأفضل لزراعة عنب البالومينو. وهو يتكون من حوالي 40 في المائة من الطباشير والباقي عبارة عن مزيج من الطين والرمل. وتحافظ ألباريزا على الرطوبة جيدًا خلال أشهر الصيف الحارة.
- آريناس: وهي تربة صفراء اللون تحتوي أيضًا على 10 بالمائة من الطباشير ولكنها تحتوي على نسبة عالية من الرمل.
- الباروس: وهي تربة بنية داكنة تحتوي على 10 بالمائة من الطباشير ومحتوى عالٍ من الطين.

تربة الباريزا هي الأفضل لزراعة عنب البالومينو وبموجب القانون يجب أن يأتي 40 بالمائة من العنب الذي يشكل شيري من تربة الباريزا. كما تُستخدم تربة الباروس وآريناس في الغالب لزراعة عنب بيدرو زيمينيز وموسكاتيل.
تكمن فائدة تربة الباريزا في قدرتها على عكس ضوء الشمس إلى الكرمة مما يساعدها في عملية التمثيل الضوئي. وتتميز التربة بطبيعة ماصة ومتماسكة للغاية لذا فهي قادرة على الاحتفاظ بكمية الأمطار القليلة التي تتلقاها منطقة خيريز والاستفادة منها إلى أقصى حد.

### العنب
قبل تفشي حشرة الفيلوكسرا في عام 1894 كان هناك ما يقدر بأكثر من مائة نوع من العنب المستخدم في إسبانيا لإنتاج الشيري ولكن الآن لا يوجد سوى ثلاثة أنواع من العنب الأبيض المزروع لصنع الشيري:
- موسكاتيل: يستخدم بشكل مشابه لبيدرو خيمينيز ولكنه أقل شيوعًا.
- بالومينو: العنب السائد المستخدم في صناعة الشيري الجاف. حوالي 90 في المائة من العنب المزروع للشيري هو بالومينو. باعتباره نبيذ مائدة متنوعًا يُنتج عنب بالومينو نبيذًا يتمتع بخصائص معتدلة ومحايدة للغاية. إن هذا الحياد هو في الواقع ما يجعل من بالومينو عنبًا مثاليًا لأنه يمكن تعزيزه بسهولة من خلال أسلوب صناعة نبيذ الشيري.[21]
- بيدرو زيمينيز: يستخدم لإنتاج النبيذ الحلو. فعندما يتم حصاد هذا العنب يتم تجفيفه عادة في الشمس لمدة يومين لتركيز السكريات فيها.

في كثير من الأحيان تستخدم أنواع العنب الأخرى في النبيذ ذي طراز الشيري المصنوع في بلدان أخرى.

### التخمير
يتم حصاد عنب بالومينو في أوائل سبتمبر ويتم الضغط عليه برفق لاستخراج العصير. ويتم استخدام العصير الناتج من الضغطة الأولى بريميرا ييما لإنتاج فينو ومانزانيلا وسيتم استخدام العصير الناتج من الضغطة الثانية سيجوندا ييما لإنتاج أولوروسو ويتم استخدام منتج الضغطات الإضافية لإنتاج أنواع أقل جودة من النبيذ والتقطير والخل. ثم يتم بعد ذلك تخمير العصير في أحواض من الفولاذ المقاوم للصدأ حتى نهاية شهر نوفمبر مما ينتج عنه نبيذ أبيض جاف يحتوي على نسبة كحول تتراوح بين 11 و12 في المائة. في السابق كانت عملية التخمير والشيخوخة الأولية تتم في الخشب؛ أما الآن فتتم بشكل حصري تقريبًا في الفولاذ المقاوم للصدأ باستثناء نوع أو نوعين من النبيذ الفاخر.

### التحصين
يتم تذوق النبيذ مباشرة بعد التخمير ويتم إجراء التصنيف الأول. كما يتم وضع العلامات التالية على البراميل وفقًا لإمكانات النبيذ:
| /   | تشير ضربة واحدة إلى نبيذ يتمتع بأفضل نكهة ورائحة ومناسب لفينو أو أمونتيلادو. كما يتم تحصين هذه الخمور بنسبة تصل إلى حوالي 15 في المائة من الكحول للسماح بنمو الزهور.                                      |
| /.  | تشير ضربة واحدة بنقطة إلى نبيذ أثقل وأكثر قوامًا. ويتم تحصين هذه الخمور بنسبة تصل إلى حوالي 17.5 في المائة من الكحول لمنع نمو الأزهار ويتم تعتيق الخمور بشكل مؤكسد لإنتاج أولوروسو.                        |
| //  | تشير الضربة المزدوجة إلى النبيذ الذي سيتم السماح له بالتطور بشكل أكبر قبل تحديد ما إذا كان سيتم استخدام النبيذ لأمونتيلادو أو أولوروسو. ويتم تحصين هذه الخمور بنسبة تصل إلى حوالي 15 في المائة من الكحول. |
| /// | تشير الضربة الثلاثية إلى أن النبيذ قد تطور بشكل سيئ وسيتم تقطيره. |

يتم تحصين الشيري باستخدام المقطر المصنوع عن طريق تقطير النبيذ عادة من لا مانشا. ويتم خلط الروح المقطرة أولاً مع شيري ناضج لصنع مزيج بنسبة 50/50 يُعرف باسم ميتاد ي ميتاد (نصف ونصف) ثم يتم خلط ميتاد ي ميتاد مع شيري أصغر سناً إلى النسب المناسبة. كما يتم تنفيذ هذا الإجراء المكون من مرحلتين حتى لا يتسبب الكحول القوي في صدمة الشيري الصغير وإفساده.

### التعتيق

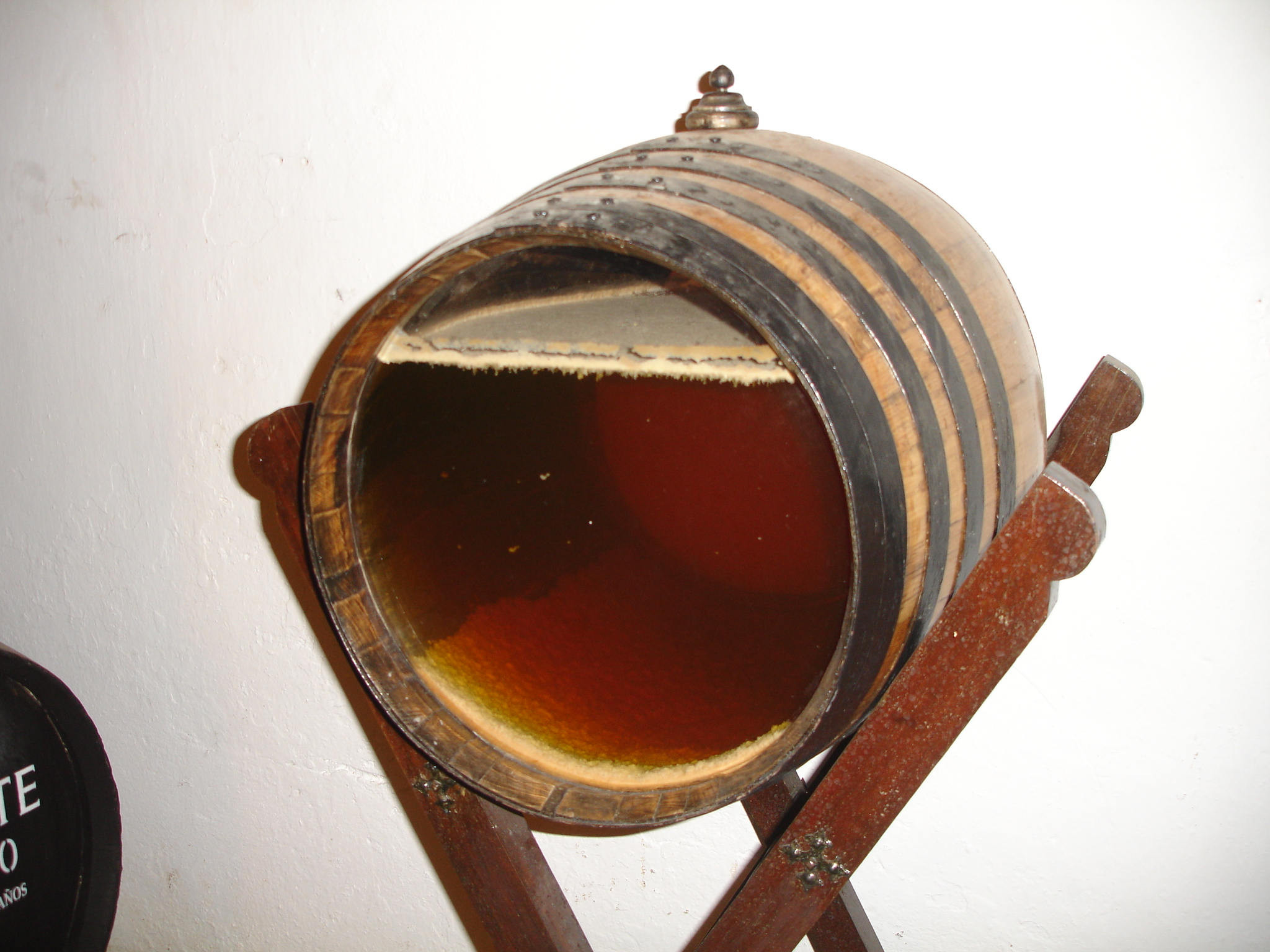
برميل شيري ذو واجهة شفافة حتى يتمكن الزوار من رؤية التطور الطبيعي للزهور

يتم تخزين النبيذ المدعم في براميل سعة 500 لتر مصنوعة من خشب البلوط الأمريكي الشمالي وهو أكثر مسامية من خشب البلوط الفرنسي أو الإسباني. ثم يتم ملء البراميل حتى خمسة أسداسها مع ترك "مساحة قبضتين" فارغة في الأعلى للسماح للزهور بالتطور فوق النبيذ.
بعد ذلك يتم تخزين الشيري في نظام السوليرا حيث يتم وضع النبيذ الجديد في براميل النبيذ في بداية سلسلة من ثلاثة إلى تسعة براميل. بشكل دوري يتم نقل جزء من النبيذ الموجود في البرميل إلى البرميل التالي باستخدام أدوات تسمى الكانوا (الكانو) والروكادور (الرشاش) لتحريك النبيذ برفق وتجنب إتلاف طبقة الفليور في كل برميل. في نهاية السلسلة يتم تعبئة جزء فقط من البرميل النهائي وبيعه. واعتمادًا على نوع النبيذ قد تتراوح النسبة المنقولة بين خمسة إلى ثلاثين بالمائة من كل برميل. وتُسمى هذه العملية "تشغيل المقاييس" لأن كل برميل في السلسلة يسمى مقياسًا. وبالتالي فإن عمر أحدث نبيذ يوضع في الزجاجة يتحدد من خلال عدد البراميل في السلسلة وتحتوي كل زجاجة أيضًا على بعض النبيذ الأقدم بكثير من المذكور. كما يتم تخزين الشيري في السوليرا لمدة لا تقل عن عامين. وقد يتكون نظام السوليرا الكبير من مقاييس تتطلب أكثر من برميل واحد لحملها. إن كلمة "سوليرا" تعني "على الأرض" وهذا يشير إلى نظام التكديس الذي كان وما زال يستخدم في بعض الأحيان مع وضع البراميل الأحدث في الأعلى والمقياس الأقدم والذي يسمى أيضًا بشكل غامض إلى حد ما "سوليرا" في الأسفل. في الآونة الأخيرة بدأ منتجو ومُسوقو الشيري في تعبئة نبيذهم في زجاجات أون راما مع ترشيح خفيف فقط وغالبًا ما يكون ذلك من خلال اختيار برميل مفضل من برميل سوليرا أكبر. ويمكن أن تكون مثل هذه الشيري أكثر تعقيدًا في النكهة من التعبئة القياسية ووفقًا للعديد من الأشخاص فهي تستحق البحث عنها. من أجل السماح ببيع أنواع شيري موثوقة ذات عمر متوسط أنشأ المجلس التنظيمي نظامًا يتتبع بدقة متوسط عمر النبيذ أثناء انتقاله عبر السوليرا الخاصة به. ويتم التعرف على فئتين متوسطتي العمر: في أوه أس ("فينوم أوبتيموم سيجناتوم" - الحد الأدنى لمتوسط العمر 20 عامًا) وفي أوه آر أس ("فينوم أوبتيموم رير سيجناتوم" - الحد الأدنى لمتوسط العمر 30 عامًا).

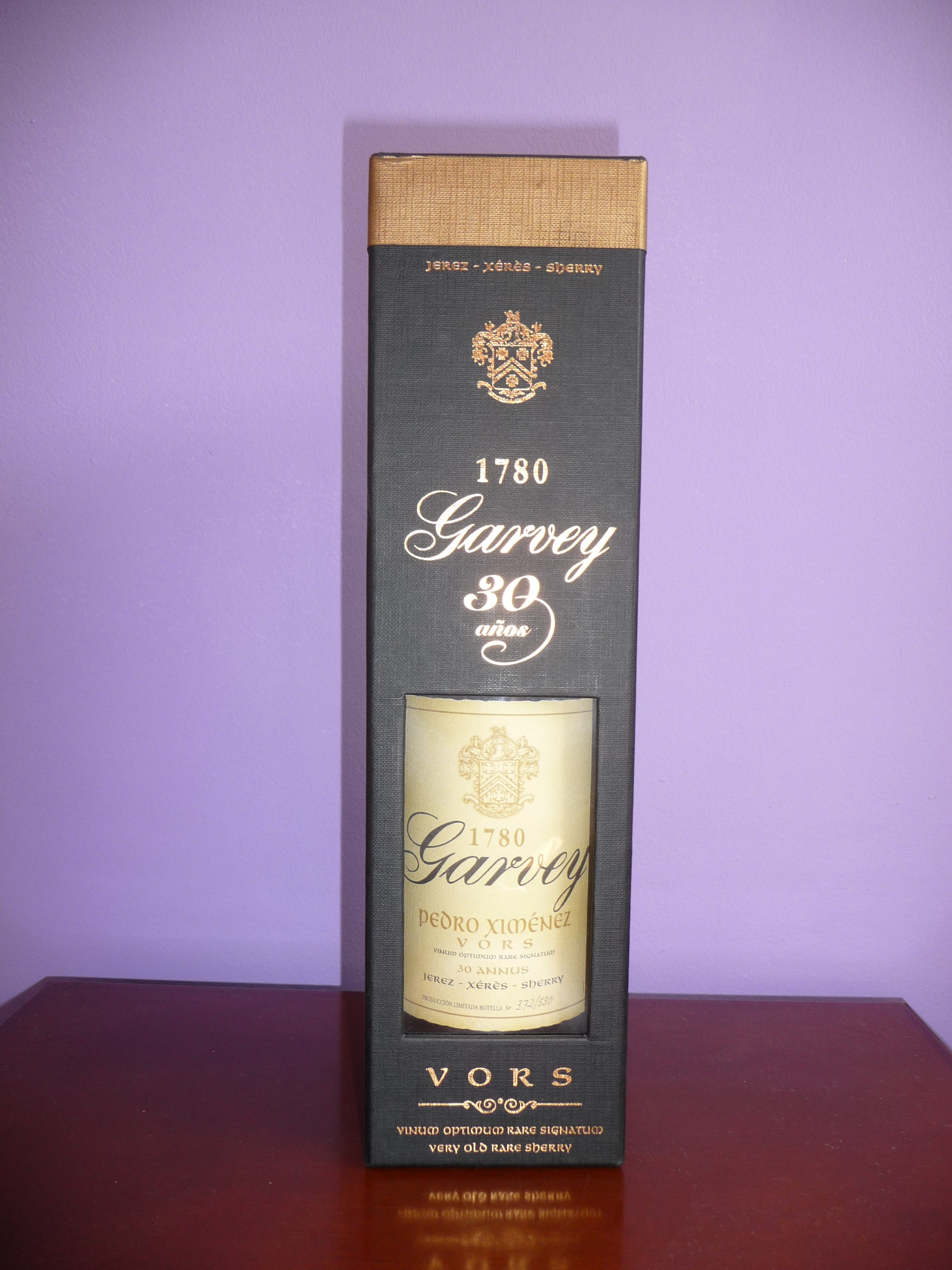
شيري عمرها 30 سنة

يتم بيع البراميل المتبلة بالشيري لصناعة الويسكي الاسكتلندي لاستخدامها في نضج الويسكي. ويمكن أيضًا تخزين أنواع أخرى من المشروبات الروحية في براميل الشيري المستعملة. على عكس ما يعتقده معظم الناس فإن هذه البراميل المتبلة بالشيري يتم إعدادها خصيصًا لصناعة الويسكي وهي ليست مثل البراميل القديمة (وغير النشطة إلى حد كبير) المستخدمة في إنضاج الشيري.

## التخزين والشرب
بمجرد تعبئتها لا يستفيد الشيري عمومًا من المزيد من التعتيق ويمكن استهلاكه على الفور على الرغم من أن الشيري الذي تم تعتيقه بشكل أكسدي يمكن تخزينه لسنوات دون فقدان ملحوظ في النكهة. وينبغي تخزين الزجاجات بشكل عمودي لتقليل مساحة السطح المكشوفة للنبيذ. وكما هو الحال مع أنواع النبيذ الأخرى يجب تخزين الشيري في مكان بارد ومظلم. وأفضل أنواع شيري الفينو التي يتم تخزينها لفترة أطول من المعتاد قبل تعبئتها مثل مانزانيلا باسادا ستستمر في التطور في الزجاجة لعدة سنوات.
يعتبر فينو ومانزانيلا من أكثر أنواع الشيري هشاشة ويجب شربهما عادة بعد فتحهما بفترة وجيزة بنفس الطريقة التي يتم بها شرب النبيذ غير المدعم. في إسبانيا غالبًا ما يتم بيع النبيذ في زجاجات نصف كاملة مع التخلص من أي نبيذ متبقي إذا لم يتم شربه في نفس اليوم الذي تم فتحه فيه. ويمكن الاحتفاظ بأنواع أمونتيلادوس وأولوروسوس لفترة أطول في حين أن الإصدارات الأكثر حلاوة مثل بيه أكس والشيري الكريمي المخلوط قادرة على البقاء لعدة أسابيع أو حتى أشهر بعد الفتح لأن محتوى السكر يعمل كمادة حافظة.

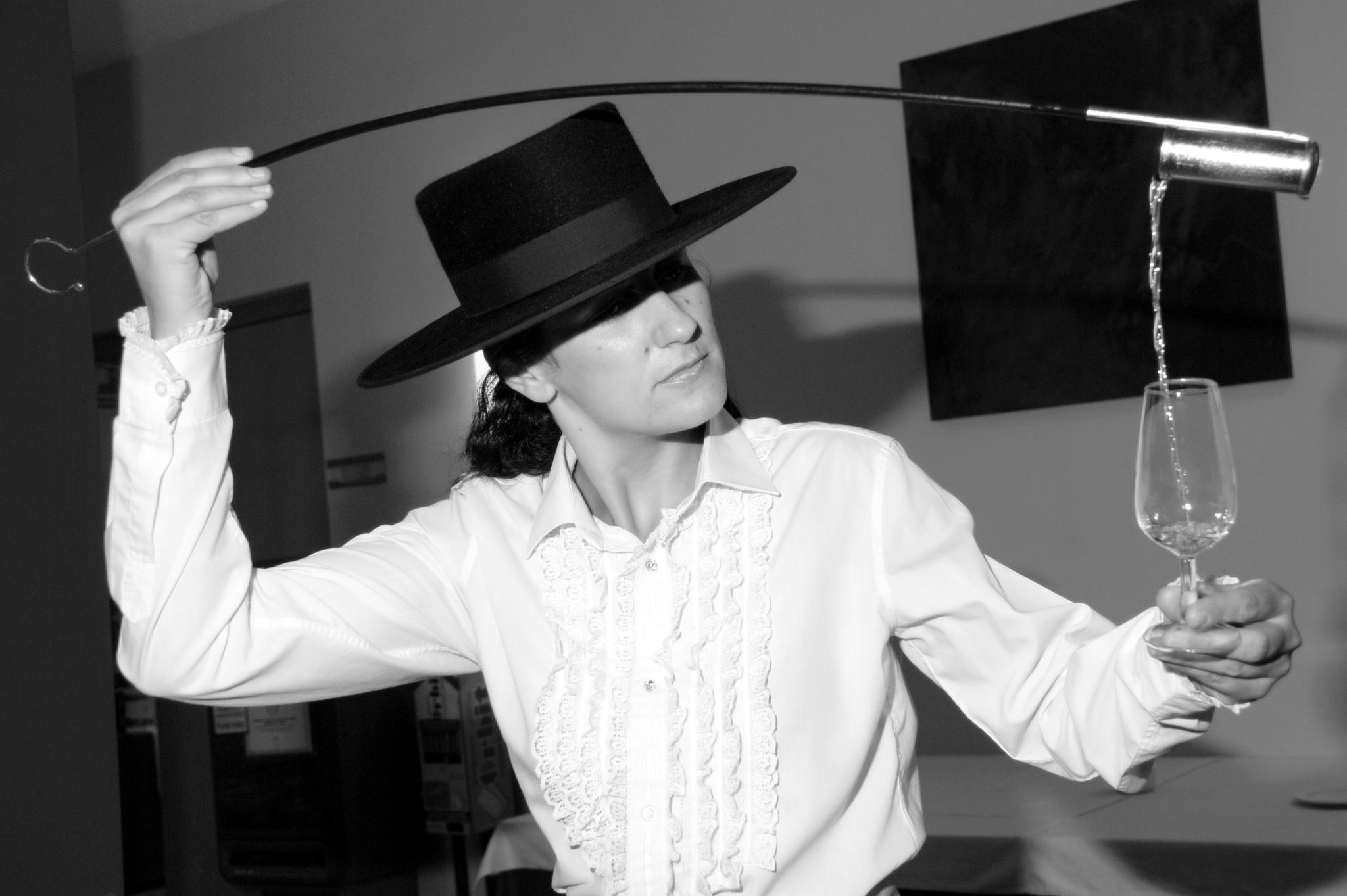
صانعة النبيذ تسكب شيري مستخرج من برميل (أو "بت") في كاتافينو (2007)

يتم شرب الشيري تقليديا من كوبيتا (يشار إليها أيضًا باسم كاتافينو ) وهو كأس شيري خاص على شكل زهرة التوليب. ويمكن تذوق النبيذ مباشرة من وعاء الشيري بطريقة مميزة بواسطة "فينينسيادور" وهو سمي على اسم الكأس الخاصة (فينينسيا) المصنوعة تقليديا من الفضة والمثبتة بمقبض طويل على شكل شارب حوت. الكأس ضيقة بما يكفي لتمريرها من خلال فتحة السدادة تسحب مقدارًا من الشيري يتم سكبه بعد ذلك بشكل احتفالي من ارتفاع الرأس في كوبيتا ممسوك باليد الأخرى.
غالبًا ما يتم خلط أنواع مختلفة من المشروبات مع عصير الليمون (وعادةً مع الثلج). وهذا المشروب الطويل يسمى الآن ريبوجيتو. حيث كان المشروب المماثل في العصر الفيكتوري هو القبلر الشيري والتي يتم رجها وتقديمها فوق الثلج المبشور.

## في الثقافة الشعبية

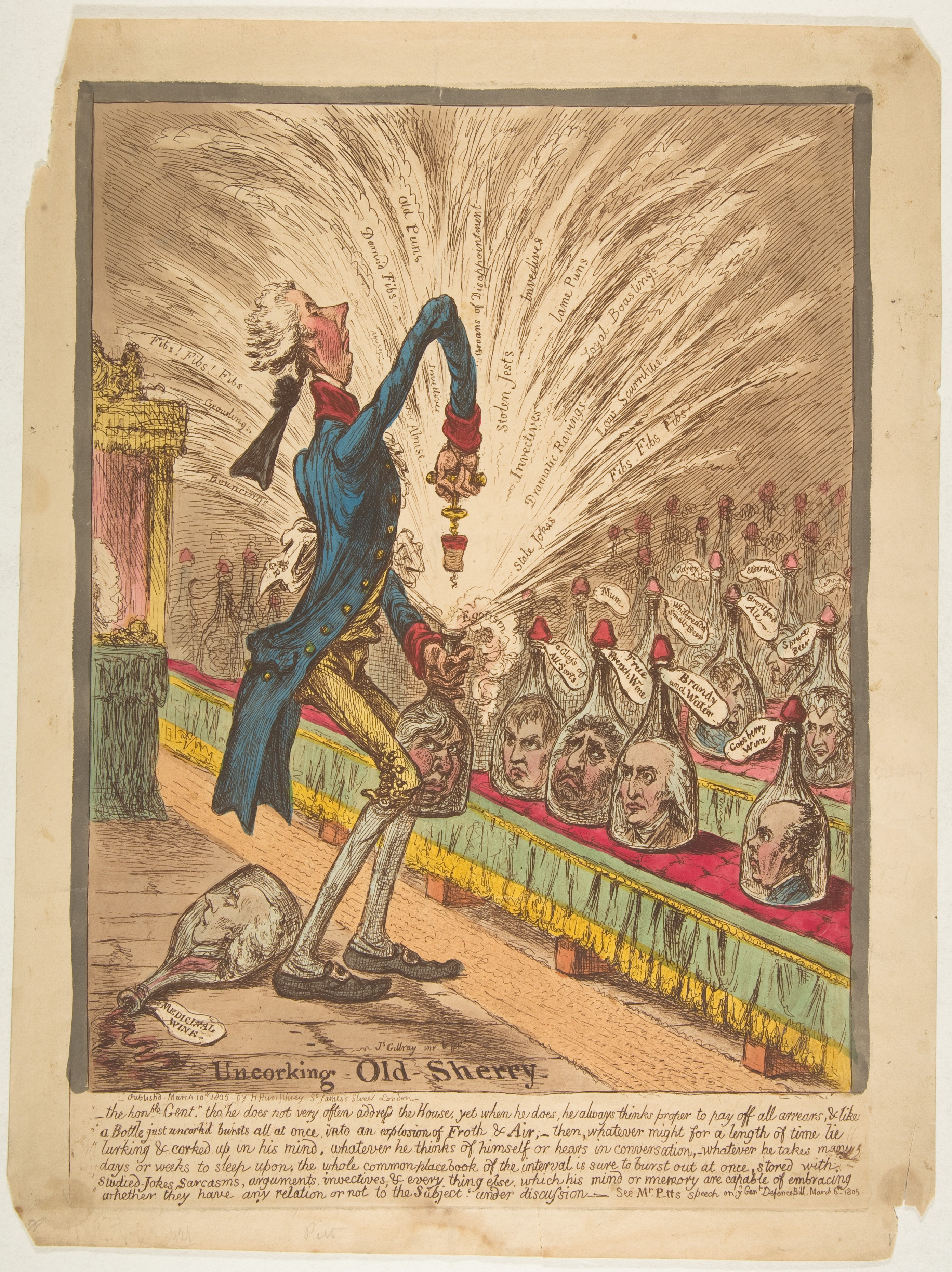
فتح زجاجة شيري القديمة بواسطة جيمس جيلراي ، 1805.

كتبت العديد من الشخصيات الأدبية عن الشيري بما في ذلك ويليام شكسبير وبينيتو بيريز جالدوس وإدغار آلان بو (في قصته "برميل أمونتيلادو").
يستهلك الأخوان فريزر ونايلز كرين الشيري بشكل متكرر في المسلسل الكوميدي التلفزيوني فريزر.
في برنامج نعم يا وزير التلفزيوني البريطاني يشرب جيم هاكر الشيري بشكل متكرر مع السير همفري آبلبي وبرنارد وولي في مكتبه.
الشيري وأمونتيلادو على وجه التحديد ظهرت بشكل كبير في الموسم الثالث الحلقة 10 من سيرك مونتي بايثون الطائر.
يتم ذكر شيري بشكل متكرر في رواية تينكر تيلر سولجر سباي ويلعب دورًا مهمًا في السرد: ويتم تنبيه الجاسوس جيم بريدو إلى وجود عميل مزدوج داخل قسمه عندما يتمكن عملاء كيه جي بي الروس من تحديد العلامة التجارية للشيري بشكل صحيح والتي تم استهلاكها خلال اجتماع سري لموظفي أم آي 6.

في كتاب جون مورتيمر الطويل رامبول أوف ذا بيلي والمسلسل التلفزيوني يشكو هوراس رومبول باستمرار من الطريقة التي تقدم بها زوجته هيلدا الشيري لأطباء الأسرة المختلفين عندما يزورونه. على سبيل المثال في فيلم "رومبول ورجال القوارب":
أدت أقبية الشيري التاريخية إلى ظهور سلالة من الكلاب الإسبانية وكلب صيد الفئران الأندلسي والملصقات الشهيرة للثيران المستخدمة للإعلان عن الشيري.
يتضمن فيلم ويثنايل وأنا مشهدًا مقتبسًا كثيرًا حيث يقدم العم الفاسق مونتي الشيري لبطلي الفيلم.

## المنتجات ذات الصلة
- براندى دى جيريز
- طبخ الشيري
- كريم هارفي بريستول
- خل الشيري

## قراءة إضافية
- Jeffs، Julian (1 سبتمبر 2004). Sherry (ط. 5th rev.). London: Mitchell Beazley. ISBN:978-1-84000-923-1. OL:8908486M. مؤرشف من الأصل في 2025-01-05. اطلع عليه بتاريخ 2011-08-25.

## روابط خارجية
- الموقع الرسمي Jerez-Xérès-Sherry وManzanilla DOP
- موقع ويب عن الشيري، مع جدول زمني تفاعلي، ومخطط لعملية إنتاج الشيري

36°41′02.2″N 6°7′34.5″W / 36.683944°N 6.126250°W